# 罗什福尔桑松
罗什福尔桑松（法語：Rochefort-Samson，法語發音：[ʁɔʃfɔʁ sɑ̃sɔ̃]）是法国德龙省的一个市镇，位于该省北部，属于瓦朗斯区。

## 地理
罗什福尔桑松（44°58'23"N, 5°9'6"E）面积24.59 平方千米，位于法国奥弗涅-罗讷-阿尔卑斯大区德龙省，该省份为法国东南部内陆省份，北起顺时针与伊泽尔省、上阿尔卑斯省、上普罗旺斯阿尔卑斯省、沃克吕兹省和阿尔代什省接壤。
与罗什福尔桑松接壤的市镇（或旧市镇、城区）包括：巴尔比耶尔、博尔加尔巴雷、沙蒂藏日-勒古贝、莱昂塞勒、马尔什。

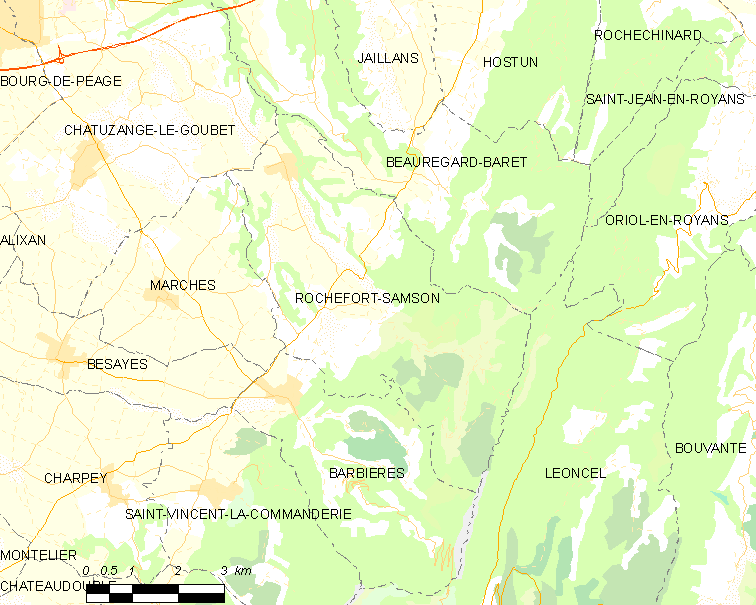
罗什福尔桑松的OSM定位图

罗什福尔桑松的时区为UTC+01:00、UTC+02:00（夏令时）。

## 行政
罗什福尔桑松的邮政编码为26300，INSEE市镇编码为26273。

## 政治
罗什福尔桑松所属的省级选区为韦科尔-晨山县。

## 人口

1962-2008年间罗什福尔桑松人口变化图示

罗什福尔桑松于2022年1月1日时的人口数量为1061人。